# Wereldkampioenschap voetbal 1982 (Groep A) Kameroen - Peru
Het groepsduel tussen Kameroen en Peru was voor beide landen de eerste wedstrijd bij het WK voetbal 1982 in Spanje, en werd gespeeld op dinsdag 15 juni 1982 (aanvangstijdstip 17:15 uur lokale tijd) in het Estadio Riazor in A Coruña.
Het was de eerste ontmoeting ooit tussen beide landen. In dezelfde groep hadden Polen en Italië een dag eerder met 0-0 gelijkgespeeld. Het duel, bijgewoond door 11.000 toeschouwers, stond onder leiding van scheidsrechter Franz Wöhrer uit Oostenrijk. Hij werd geassisteerd door lijnrechters Nicolae Rainea (Roemenië) en Adolf Prokop (Oost-Duitsland).

## Wedstrijdgegevens
| Kameroen | 0 – 0        | Peru |
| | goals        | |
| Jean Vincent | bondscoach   | Tim |
| |              | |
| Thomas N'Kono Michel Kaham Emmanuel Kundé Elie Onana René N'Djeya Ephrem M'Bom Théophile Abega Grégoire M'Bida Ibrahim Aoudou Jacques N'Guea 73' Roger Milla 89' | opstellingen | Ramon Quiroga Jaime Duarte Rubén Toribio Díaz Salvador Salgero Jorge Olaechea César Cueto José Velásquez Juan Carlos Oblitas 87'Germán Leguia 59' Teófilo Cubillas Julio César Uribe |
| Paul Bahoken 73' Jean-Pierre Tokoto 89' | wissels      | 59' Guillermo La Rosa 87' Geronimo Barbadillo |
| |              | |
| Thomas N'Kono 80' | gele kaarten | |
| | rode kaarten | |

## Overzicht van wedstrijden
| Eerste ronde | | |
| Groep A | Groep B | Groep C |
| Italië – Polen Kameroen – Peru Italië – Peru Kameroen – Polen Polen – Peru Italië – Kameroen                                                       | West-Duitsland – Algerije Chili – Oostenrijk West-Duitsland – Chili Oostenrijk – Algerije Algerije – Chili West-Duitsland – Oostenrijk    | Argentinië – België Hongarije – El Salvador Argentinië – Hongarije België – El Salvador België – Hongarije Argentinië – El Salvador                |
| Groep D | Groep E | Groep F |
| Engeland – Frankrijk Tsjecho-Slowakije – Koeweit Engeland – Tsjecho-Slowakije Frankrijk – Koeweit Frankrijk – Tsjecho-Slowakije Engeland – Koeweit | Spanje – Honduras Joegoslavië – Noord-Ierland Spanje – Joegoslavië Honduras – Noord-Ierland Honduras – Joegoslavië Spanje – Noord-Ierland | Brazilië – Sovjet-Unie Schotland – Nieuw-Zeeland Brazilië – Schotland Sovjet-Unie – Nieuw-Zeeland Sovjet-Unie – Schotland Brazilië – Nieuw-Zeeland |

| Tweede ronde                                            |                                                                     |                                                             |                                                                             |
| Groep 1                                                 | Groep 2                                                             | Groep 3                                                     | Groep 4                                                                     |
| België – Polen België – Sovjet-Unie Polen – Sovjet-Unie | Engeland – West-Duitsland West-Duitsland – Spanje Engeland – Spanje | Italië – Argentinië Brazilië – Argentinië Italië – Brazilië | Frankrijk – Oostenrijk Oostenrijk – Noord-Ierland Noord-Ierland – Frankrijk |
| Halve finales                                           |                                                                     |                                                             |                                                                             |
| Polen – Italië                                          | Polen – Italië                                                      | West-Duitsland – Frankrijk                                  | West-Duitsland – Frankrijk                                                  |
| Troostfinale                                            |                                                                     |                                                             |                                                                             |
| Frankrijk – Polen                                       |                                                                     |                                                             |                                                                             |
| Finale                                                  |                                                                     |                                                             |                                                                             |
| Italië – West-Duitsland                                 |                                                                     |                                                             |                                                                             |